# 岩本恭生
岩本 恭生（いわもと きょうせい、1952年〈昭和27年〉4月3日 - ）は、日本のものまねタレント、俳優。北海道札幌市出身・在住。愛称はガンちゃん。本名は岩野 恭一（いわの やすかず）。株式会社ロックフィールド所属で、元所属事務所であるジェイズファーイーストと業務提携。芸能活動20周年を迎えた2008年2月より岩本 恭省（読み同じ）に改名していたが、2012年2月より再び岩本 恭生に芸名を戻した。

## 来歴
北海道札幌工業高等学校工芸科卒業後、宝石の勉強のためロンドンに渡るも、歌手に志望変更した。
1970年代半ばにニューミュージック系のデュオ「ペペルモコ」を結成し、HBCラジオのレギュラーパーソナリティを務めた。メジャーデビューを目指して上京するもうまくいかず、札幌にUターンしてバーのマスターをしながらものまねの腕を磨いた。
1989年、フジテレビ『ものまね王座決定戦』で優勝。布施明の「霧の摩周湖」のものまねで有名になり、布施の形態・声帯模写なら誰にも負けないと自負している。野口五郎も「岩本さんの布施明ものまねは本人そのもの」と認めている。日本テレビ『クイズ世界はSHOW by ショーバイ!!』では、布施明の解答者席が2つ作られ、本人と共演した。
1993年には元ザ・タイガースの加橋かつみらと「ザ・タイガースマニア」を結成。岩本は沢田研二のまねで参加し、CDもリリースしている。1994年には同じものまね王座の出演者だったコロッケ、篠塚満由美、司会の研ナオコらとともにフジテレビから日本テレビに移り、『ものまねバトル』に出演していた。また、後進の育成も兼ねて、ものまねショーパブ「ものまねライブ ガンダム」を札幌・すすきので経営していた。
妻が2008年に脳腫瘍を患い、その後遺症で車椅子の生活となって以来、妻の看病にほぼ専念しており、テレビ出演はほとんど行っていないことを『解決!ナイナイアンサー』で2013年に明かした。妻は2014年2月9日に肺炎のため死去した。2014年4月25日放送の『爆報! THE フライデー』ではこのことが取り上げられ、2人の子供（高校生の長女、中学生の長男）も登場した。2015年には「ものまねライブ ガンダム」を他人に譲渡し、2018年より同じくすすきのでダイニングバーを経営している。

## 出演作品

### バラエティ番組
- ものまね王座決定戦（フジテレビ）
- 夜も一生けんめい。（日本テレビ）「ガンちゃん」名義
- ギルガメッシュないと（テレビ東京）
- ものまねバトル（日本テレビ）
- ライオンのごきげんよう（フジテレビ）

### テレビドラマ
- 火曜サスペンス劇場「顔を隠す女」（日本テレビ、1991年3月19日） - 福岡記者 役
- 芸者小春の華麗な冒険（テレビ朝日、1991年） - 英ちゃん 役
- 奇跡のロマンス（日本テレビ、1996年） - 銀行案内係 役
- 三姉妹探偵団（日本テレビ、1998年） - 井口 役
- 土曜ワイド劇場「作家 小日向鋭介の推理日記2」（テレビ朝日、1999年） - 南原刑事 役
- 金田一少年の事件簿（日本テレビ、2001年） - 安岡保之 役
- 西部警察 SPECIAL（テレビ朝日、2004年） - テロリスト 役
- 特命係長 只野仁（テレビ朝日、2009年）

### 映画
- 獅子の血脈（2001年） - 仁風会幹事長補佐 富久正行 役
- OKITE やくざの詩（2003年） - 小杉寛司 役
- 新・日本の首領II 非情篇（2004年） - 高知・石渡組若頭 西田滋 役
- 銭道（2004年）
- I am 日本人（2006年） - マロさま 役

### Vシネマ
- パチンコ無宿（1995年）
- 虜 TORIKO（1995年）
- 闘龍伝2（1995年）
- 難波金融伝・ミナミの帝王7「銀次郎VS悪徳弁護士」（1995年）-村木徹
- 実写版 淫獣学園（1996年）- 色魔
  - 実写版 淫獣学園2 魔性の娘誕生（1996年2月）
  - 実写版 淫獣学園3 くノ一狩り（1996年4月）
- 極道の妻たち 死んで貰います!（1999年） - 神崎道夫
- 実録・日本やくざ烈伝 義戦 昇龍篇（2001年） - 樋上実
- 伝説のやくざ ボンノ 落日の章（2002年）

### 情報番組
- みんなのテレビ（北海道文化放送、2015年 - 2016年3月） - コメンテーター

### ラジオ番組
- 岩本恭生のヨロシク！毎週（STVラジオ、2014年10月 - 2015年9月）

## 主なものまねのレパートリー
- 布施明
- 和田アキ子
- 沢田研二
- 吉幾三
- 前川清
- ブルーコメッツ
- 桜井賢（THE ALFEE）
- 吉田拓郎
- 石原裕次郎
- 舘ひろし
- 野口五郎
- 西城秀樹
- 世良公則
- 錦野旦
- 谷村新司
- 宮路オサム
- 森進一
- 勝新太郎
- 宇崎竜童
- 松平健
- ハナ肇（ハナ肇とクレージーキャッツ）
- 平尾昌晃
- 内藤やす子
- 大友康平       (HOUND DOG)
- 高橋ジョージ（THE虎舞竜）
- マイケル・ジャクソン
- トータス松本
- つるの剛士（羞恥心）

なお、西城秀樹、舘ひろし、布施明、高橋ジョージの物真似は本人が出演したことがある。
また、「ものまねバトル」で内藤やす子のものまねを披露した際、あまりの似てなさに司会者・審査員からの不評を買ってしまったことがある(その時の対戦相手はイジリー岡田で、結果は11-89で惨敗を喫した)。

## シングル
- イミテーション　ナイスチョット － カップリング曲「ナイスチョット」（逸見政孝、杉本彩のデュエットをモノマネで歌唱している）
- コンパにカンパイ（2006年2月25日、CRCN-1241） - カップリング曲「ラブレター」。「青空風音with岩本恭生」名義